# 蓋代基
49°33′34″N 26°30′21″E / 49.55944°N 26.50583°E
海代基（烏克蘭語：Гайдайки）是位於烏克蘭西部的村莊，由赫梅利尼茨基州裡赫梅利尼茨基區的維季夫齊市鎮負責管轄。該村始建於1680年，面積2.12平方公里，海拔高度311米，2001年人口341。